# Sinopoli
Sinopoli ist eine italienische Stadt in der Metropolitanstadt Reggio Calabria in Kalabrien mit 1862 Einwohnern (Stand 31. Dezember 2023).

## Lage und Daten
Sinopoli liegt 47 km nordöstlich von Reggio Calabria am Nordhang des Aspromonte im Tal des Flusses Vasi. Die Nachbargemeinden sind Cosoleto, Oppido Mamertina, Roccaforte del Greco, Roghudi, San Procopio, Sant’Eufemia d’Aspromonte und Scilla. Der Ort besteht aus den beiden Ortsteilen Sinopoli Inferiore und Sinopoli Vecchio.

## Sehenswürdigkeiten
Im Ortsteil Sinopoli Vecchio steht die Pfarrkirche aus dem 17. Jahrhundert, umgebaut in einen der Renaissance ähnlichen Stil. Im Inneren steht eine Statue der Madonna aus dem Jahre 1508. In der Pfarrkirche von Sinopoli Inferiore befinden sich Marmorstatuen aus den 16. und 17. Jahrhundert.